# 阿韦济约
阿韦济约（法語：Aveizieux，法語發音：[avɛzjø]）是法国卢瓦尔省的一个市镇，属于蒙布里松区。

## 地理
阿韦济约（45°33'54"N, 4°22'19"E）面积9.02 平方千米，位于法国奥弗涅-罗讷-阿尔卑斯大区卢瓦尔省，该省份为法国中南部省份，北起顺时针与索恩-卢瓦尔省、罗讷省、伊泽尔省、阿尔代什省、上盧瓦爾省、多姆山省和阿列省接壤。
与阿韦济约接壤的市镇（或旧市镇、城区）包括：福雷地区圣梅达尔、尚伯夫、舍夫里耶尔、拉日蒙、圣博内莱苏勒、圣埃昂。

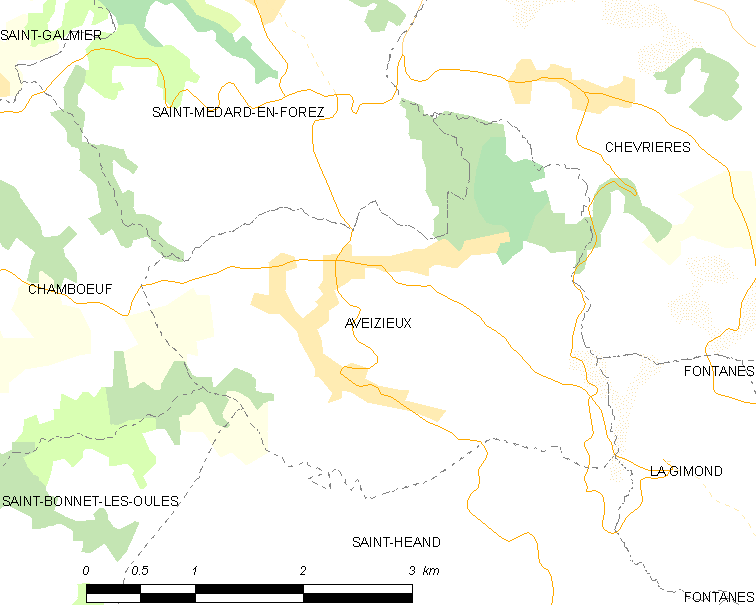
阿韦济约的OSM定位图

阿韦济约的时区为UTC+01:00、UTC+02:00（夏令时）。

## 行政
阿韦济约的邮政编码为42330，INSEE市镇编码为42010。

## 政治
阿韦济约所属的省级选区为昂德雷济约-布泰翁县。

## 人口

1962-2008年间阿韦济约人口变化图示

阿韦济约于2022年1月1日时的人口数量为1693人。